# Oscar Blom
Oscar Ludvig Blom, född 26 februari 1877 i Sunne församling, Värmlands län, död 19 juli 1930, var en svensk organist och kompositör. 
Blom finns representerad i tidigare utgåvor av den svenska psalmboken med flera tonsättningar av psalmtexter. Han invaldes 1915 som associé av Kungliga Musikaliska Akademien.
Oscar Blom är begravd på Solna kyrkogård.

## Psalmer
- Beklaga av allt sinne (1921 nr 180) tonsatt år 1916 Finns på Wikisource.
- Fader, förbarma Dig (1921 nr 544) tonsatt okänt år
- Förbida Gud, min själ (1921 nr 601, 1937 nr 375, 1986 nr 571) Bloms tonsättning enligt 1921 års koralbok, men då okänd tonsättare. Hans namn angivet 1986.
- Kom, Helge Ande, med ditt ljus (1921 nr 530, 1937 nr 166) tonsatt 1916
- Nu dagens sol i glans och prakt (1921 nr 649, 1937 nr 446) tonsatt 1916